# Riveras de Carbajo y Calatrucha
Riveras de Carbajo y Calatrucha este o arie protejată (arie specială de conservare — SAC, sit de importanță comunitară — SCI) din Spania întinsă pe o suprafață de 1.065,96 ha, integral pe uscat.

## Localizare
Centrul sitului Riveras de Carbajo y Calatrucha este situat la coordonatele 39°37′47″N 7°08′57″W / 39.629722°N 7.149167°V.

## Înființare
Situl Riveras de Carbajo y Calatrucha a fost declarat sit de importanță comunitară în decembrie 2000 pentru a proteja 25 de specii de animale. Situl a fost protejat și ca arie specială de conservare în mai 2015.

## Biodiversitate
Situată în ecoregiunea mediteraneană, aria protejată conține 6 habitate naturale: Păduri de Quercus ilex și Quercus rotundifolia, Pajiști umede mediteraneene cu ierburi înalte de Molinio-Holoschoenion, Galerii și tufărișuri riverane sudice (Nerio-Tamaricetea și Securinegion tinctoriae), Pseudostepă cu ierburi și specii anuale de Thero-Brachypodietea, Dehesas cu Quercus spp. perene, Păduri de Olea și Ceratonia.
La baza desemnării sitului se află mai multe specii protejate:
- păsări (22): pescăruș albastru (Alcedo atthis), porumbel gulerat (Columba palumbus), cuc (Cuculus canorus), măcăleandru (Erithacus rubecula), Galerida theklae, rândunică (Hirundo rustica), sfrâncioc cu cap roșu (Lanius senator), ciocârlie de pădure (Lullula arborea), privighetoare (Luscinia megarhynchos), prigoare (Merops apiaster), gaia neagră (Milvus migrans), codobatură galbenă (Motacilla alba), codobatură de munte (Motacilla cinerea), grangur (Oriolus oriolus), codroș de munte (Phoenicurus ochruros), pitulice de munte (Phylloscopus collybita), aușel sprâncenat (Regulus ignicapilla), turturică (Streptopelia turtur), silvie cu cap negru (Sylvia atricapilla), silvie de tufiș (Sylvia undata), sturz-cântător (Turdus philomelos), pupăză (Upupa epops)
- mamifere (3): lupul (Canis lupus), râs iberic (Lynx pardinus), Microtus cabrerae